# پیتر مک‌دونالد (دوچرخه‌سوار)
پیتر مک‌دونالد (انگلیسی: Peter McDonald؛ زادهٔ ۲۲ سپتامبر ۱۹۷۸) دوچرخه‌سوار اهل استرالیا است.
از فیلم‌ها یا برنامه‌های تلویزیونی که وی در آن نقش داشته‌است می‌توان به سفر فلیسیا اشاره کرد.